# امریکن ایگل ای-۱۰۱
امریکن ایگل ای-۱۰۱ (به انگلیسی: American_Eagle_A-101) یک هواگرد ملخ‌پیشین تک‌موتوره از نوع هواپیمای دوباله ساخت شرکت American Eagle Aircraft Corporation است. هواگرد امریکن ایگل ای-۱۰۱ نخستین پروازش را در ۹ آوریل ۱۹۲۶ میلادی انجام داد. در مجموع، تعداد ۳۰۰ فروند از این هواگرد ساخته شده‌است.
طراح این هواگرد، Robert T McCrum & Waverly Stearman بود.